# Interstate H-3
Interstate H-3 (H-3) é uma rodovia interestadual localizada inteiramente no estado norte-americano do Havaí, na ilha de Oʻahu. A H-3 é também conhecida como John A. Burns Freeway, em homenagem ao segundo governador do Havaí. Atravessa a Cordilheira Koʻolau ao longo de vários viadutos e através dos Túneis Tetsuo Harano, com 1.574 m de comprimento, bem como dos Túneis Hospital Rock, muito mais pequenos.
Apesar do número, a sinalização é a de uma rodovia leste-oeste. O seu terminal ocidental situa-se num cruzamento com a H-1 em Halawa, perto de Pearl Harbor. O seu extremo oriental situa-se no portão principal da Base do Corpo de Fuzileiros Navais do Havaí (MCBH). Este trajeto satisfaz o objetivo de defesa nacional de ligar a MCBH ao porto da Marinha dos Estados Unidos em Pearl Harbor, através da H-1.
Os pedidos para a construção da rodovia foram concedidos em 1960, seguindo-se as etapas de planejamento. A construção, no meio de enormes protestos da comunidade, foi iniciada no final da década de 1980, embora a estrada só tenha sido inaugurada em 12 de dezembro de 1997. As queixas ambientais e as ações judiciais interromperam a construção em muitos pontos. A construção foi retomada no final da década de 1980, após uma iniciativa do senador norte-americano Daniel Inouye, que, em 1986, isentou a rodovia da maioria das leis ambientais, como parte de um projeto de lei orçamental do Departamento da Defesa.
A H-3 foi a rodovia interestadual mais cara já construída em uma base de custo por milha. Seu custo final foi de US$ 1,3 bilhão (equivalente a US$ 2,29 bilhões em 2023), ou aproximadamente US$ 80 milhões por milha (US$ 50 milhões/km; equivalente a US$ 141 milhões por milha [US$ 88 milhões/km] em 2023).